# Mrežni priključak
Mrežni priključak (eng. network port) je žično ili bežično fizičko sučelje za vezu s mrežom koje se nalazi na opremi i putem kojeg je omogućeno daljinsko aktiviranje.